# Собянін Сергій Семенович
Сергій Семенович Собянін (рос. Сергей Семёнович Собянин; нар. 21 червня 1958, с. Няксімволь, Березовський район, Ханти-Мансійський АО, Тюменська область, РРФСР) — російський політичний і державний діяч мансійської народности. Мер Москви з 21 жовтня 2010 року. Член партії «Єдина Росія».

## Життєпис

### Мер Москви

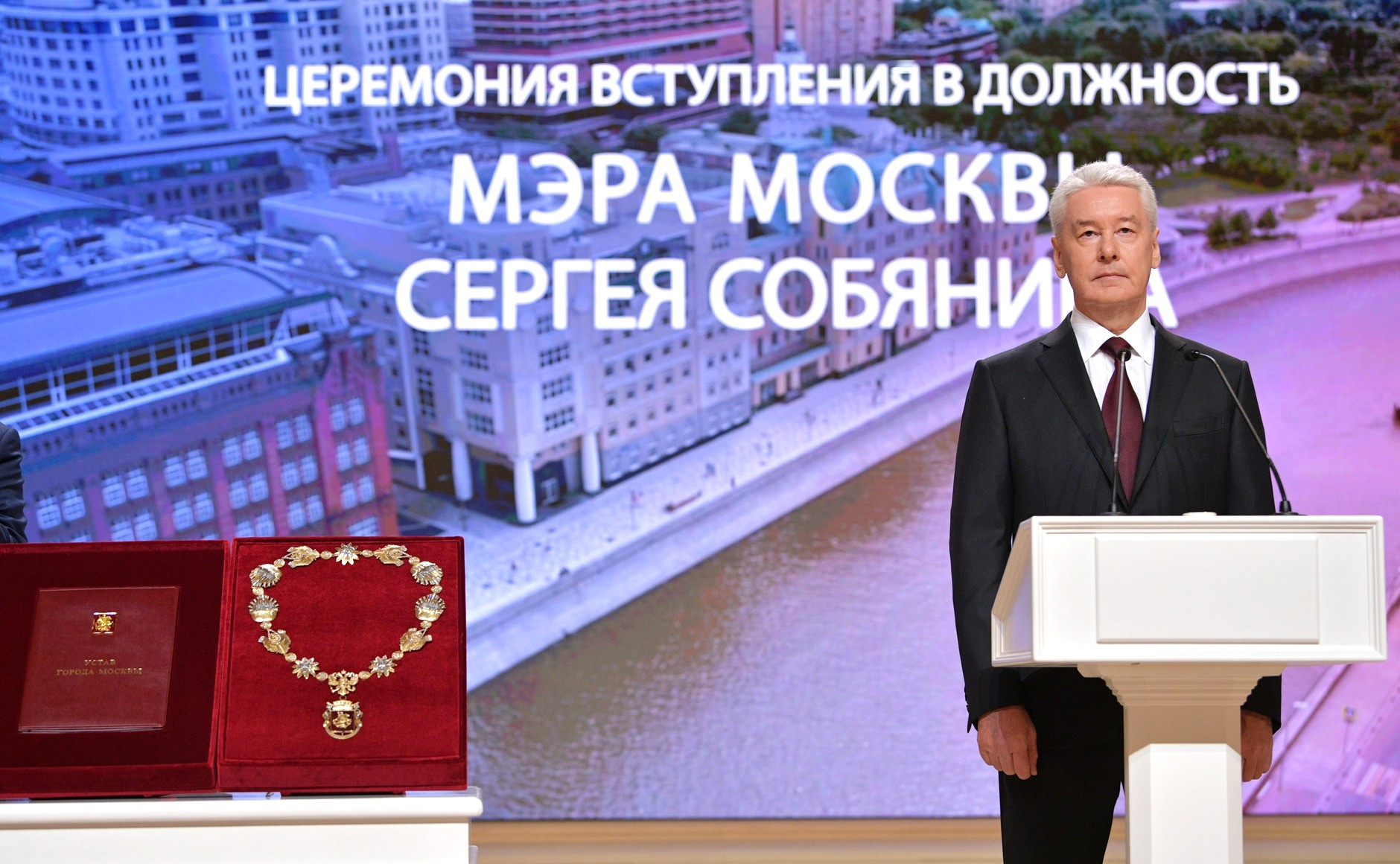
Сергій Собянін вступає на посаду мера Москви на 2-ий термін, 18 вересня 2018 року

28 вересня 2010 року Президент РФ Дмитро Медведєв відправив у відставку мера Москви Юрія Лужкова «у зв'язку з втратою довіри Президента РФ». 9 жовтня Собянін був включений в список чотирьох кандидатів на пост мера Москви, запропонованих президентові «Єдиною Росією» (інші кандидати — Людмила Швецова, Ігор Левітін, Валерій Шанцев). 15 жовтня Медведєв вніс кандидатуру Собяніна в Московську міську думу.
21 жовтня депутати Мосміськдуми таємним голосуванням (32 парламентарія проголосували «за», 2 — «проти») затвердили Собяніна на посаді мера на п'ять років. У той же день президент звільнив його з посади заступника Голови Уряду — керівника Апарату Уряду.
7 листопада 2010 року Дмитро Медведєв включив Собяніна до складу Ради безпеки Російської Федерації як члена Ради, одночасно виключивши зі складу постійних членів Ради. Собянін став першим мером Москви, який увійшов до Ради безпеки. 23 листопада він був обраний в бюро Вищої ради партії «Єдина Росія».
За кілька днів до голосування в Мосміськдумі Собянін розповідав, що у нього «немає цілісної програми дій, але є бачення проблем, які необхідно вирішувати». На зустрічі з президентом через місяць на посаді мера Собянін заявив, що бюджетні пріоритети були радикально переглянуті.
При Собяніну відбулося різке розширення території Москви за рахунок приєднання частини південного заходу Московської області.
З 1 липня 2012 року площа Москви збільшилася в 2,4 рази, а населення зросло на 250 тисяч.
У жовтні 2017 року заявив про наміри брати участь у виборах мера Москви у вересні 2018 року.
Урочиста церемонія вступу на посаду мера на другий термін відбулася 18 вересня 2018 року.

### Транспортна політика
Після призначення охарактеризував кризу транспортної системи як «найбільш видимий дисбаланс у розвитку Москви». Неконтрольована автомобілізація призвела до того, що до 2011 року в Москві було зареєстровано 4 млн автомобілів, в 2013 році місто зайняло перше місце в світі за довжиною заторів, а при сильних снігопадах рух зупиняється. 25 грудня 2014 року в Москві зафіксовано рекордні за всю історію міста затори: 8 годин поспіль вулиці було блоковано 10-бальними заторами, найбільший затор простягнувся на 60 км. Одним із наслідків є забруднене повітря, що перевищує норми по дрібнодисперсними частинкам.
На думку мерії і експертів, найефективніша стратегія вирішення проблем — на 500 тисяч скоротити число автомобілів, що виїжджають на вулиці міста. Для цього планувалося підвищувати ціну володіння автомобілем і одночасно розширювати можливості громадського транспорту разом з оновлення парку.

### Громадський транспорт
У 2011-го підписав розпорядження про закупівлю на 2011—2012 рік понад 2100 автобусів модифікацій 5292.21 і 5292.22, що призвело до деякого покращення якості обслуговування пасажирів, і ще з 2011 року ним була реалізована програма впровадження руху автобусів виділеними смугами для громадського транспорту.
У 2012 році оголосив про плани побудувати 70 нових станцій метро. Програма розвитку метрополітену до 2020 року вартістю близько 1 трлн рублів передбачає будівництво 76 станцій і понад 150 км ліній. Кілька нових станцій — «Жулебіно», «Новокосіно», «Котельник» і «Румянцево» — розташовані за межами МКАД. Програма включає як продовження існуючих гілок, так і будівництво нових, в тому числі другий великої кільцевої лінії метро (третій пересадочний контур).
На 2017 рік було заплановано введення 16 станцій.
10 вересня 2016 року відкрито рух електропоїздів по Московському центральному кільцю (МК МЗ), що включає 31 зупинний пункт з пересадками на 10 ліній метро і 9 радіальних напрямків залізниці. Система міського електропоїзда інтегрована з Московським метро по оплаті проїзду і пересадки, що створює єдине з метрополітеном простір.
До травня 2017 року МЦК скористалися понад 62 млн пасажирів. У жовтні 2016 року в центральних районах міста була запущена «Магістраль» — програма оптимізації маршрутної мережі громадського транспорту та реорганізація маршрутів магістрального, міжрайонного та соціального значення.
Критиці експертів і городян піддавалася проводиться з 2014 року політика щодо закриття тролейбусних маршрутів в центрі міста.
В ході робіт за програмою благоустрою «Моя вулиця» знімалася контактна мережа, а самі маршрути скорочувалися. З запуском «Магістралі» ще ряд тролейбусних маршрутів був замінений автобусами. У ЗМІ фігурували відомості про плани аж до 2020 року щодо подальшого скорочення тролейбусного руху.
У січні 2017 року на Суворовської площі відбувся мітинг за збереження тролейбусної мережі, на якому були присутні близько 900 осіб.
За офіційними даними, 2016 року громадським транспортом скористалися на 600 млн (12 %) пасажирів більше, ніж у 2010 році; пасажиропотік економічно активних громадян в порівнянні з 2010 роком зріс на 63 %. Одночасно департамент транспорту Москви заявляв, що наземний транспорт став краще дотримуватися розклад (точність 94 % в 2015 році проти 76 % в 2010 році).

### Політика щодо приватного транспорту і будівництво доріг
Виступав за введення плати за парковку в центрі Москви. Перша зона платного паркування була запущена в листопаді 2013 року, в грудні 2014 року вона розширилася до кордонів Третього транспортного кільця, а також з'явилася на 25 вулицях за його межами.
Після розширення зони платного паркування в грудні 2016 року його охоплює більш ніж 1200 вулиць і 47 районів міста. Введення і розширення зони платних парковок неодноразово викликало протести городян: восени 2015 року було проведено 12 протестних мітингів, в грудні 2016 року акція проти паркувальної політики пройшла на Пушкінській площі. За даними Яндексу, розширення зони платних парковок до кордонів Третього транспортного кільця прискорило рух машин на 7-10 % між Садовим кільцем і ТТК.
З приходом Собяніна в російській столиці активізувалися роботи з ремонту доріг.
У 2011 року він заявив про необхідність раз на три роки повністю перекладати асфальт на дорогах, при цьому підрядники за умовами договору дають місту трирічну гарантію за свій рахунок. Перший трирічний цикл ремонту з використанням нових асфальтно-бітумних сумішей був проведений в 2011—2013 роках (до цього покриття ремонтувалося раз на 7,5 років). У 2011—2015 роках в Москві було побудовано 400 км нових доріг. У тому числі була проведена реконструкція Варшавського, Каширського, Можайського, Ленінградського, Ярославського шосе, Балаклавського проспекту і декількох розв'язок на МКАД.
У грудні 2015 року завершилося десятирічне будівництво Алабяно-Балтійського тунелю.
З 2010 по 2015 роки влада закінчила будівництво або реконструкцію 12 розв'язок МКАД з вильотними магістралями. Собянін відмовився від проекту будівництва Четвертого транспортного кільця, розпочатого за Лужкова. Замість цього почали будівництво двох хордових трас, які зв'яжуть між собою вильотну магістралі в середній частині міста і матимуть прямий вихід на МКАД. Північно-Східна хорда пройде від дублера Ленінградського шосе до розв'язки Вешняки-Люберці. Північно-Західна хорда — від Дмитровського до Сколковского шосе. Очікується, ці магістралі зменшать транспортне навантаження на МКАД, ТТК, вильотну магістралі, а також на центр Москви.
2015 році Москва перемістилася за довжиною заторів на п'яте місце в світі, а індекс завантаженості доріг знизився до 44 % (у 2012 році — перше місце і 57 % відповідно).
У 2017 році Москву було виключено з топ-10 міст з найбільш завантаженими дорогами за версією рейтингу TomTom. Втрати часу через затори скоротилися з 43 хвилин в день в 2016 році проти 57 хвилин в день в 2012 році.

### Містобудівна політика

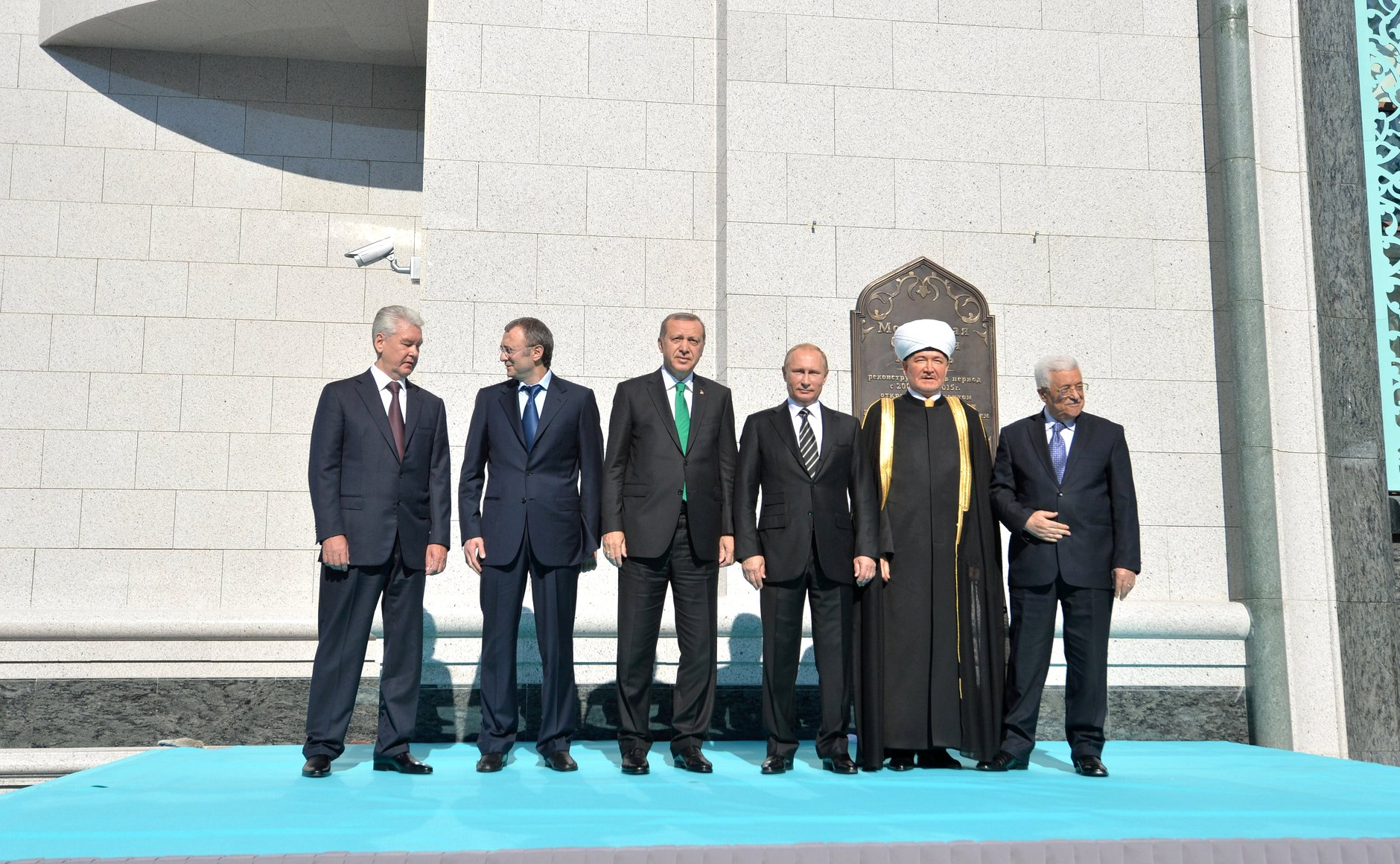
На відкритті Московської соборної мечеті після реконструкції

За словами Собяніна, було відновлено 600 об'єктів та 4000 фасадів історичних будівель, скасовано знесення 189 будівель. Зокрема, був спрощений порядок визнання історичних будівель пам'ятками архітектури і культури.
Продовжилася практика знищення історичних будівель заради нового будівництва, за яку сильно критикувався попередній мер Москви Юрій Лужков.
2013 року координатор руху «Архнадзор» Рустам Рахматуллін зазначив, що з ставлення до збереження пам'яток змінилося лише на декларативному рівні: «При Собяніну все триває, але меншими темпами і трохи парадоксальним чином, оскільки змінилися декларації». Деяке зниження рівня будівельної активності в центрі Москви Рахматуллін пов'язав з «багаторічним суспільним попитом» а також з відтоком грошей через кризу. При цьому він негативно відзначив той факт, що громадським радником Собяніна був призначений найбільший девелопер, власник будівельної корпорації «Барклі» Леонід Казинець, відомий тим, що пропонував знести старе місто на 70 % і поклав на мерію відповідальність за втрату серед інших таких історичних об'єктів, як садиба Шаховського-Глєбової-Стрешнєва, будинок Волконського, «Дитячий світ» на Луб'янській площі, Соборна мечеть і будівлі комплексу Ново-Катерининської лікарні. Практика знесення цінних об'єктів міського середовища під нове будівництво тривала і наступні роки: так, 2016 року була знесена Таганська автоматична телефонна станція, у травні 2017 року — будинок Неклюдова на Малій Бронній. З жовтня 2010 року за дорученням Собяніна розпочато скорочення числа об'єктів вуличної торгівлі. «Москомархітектура» затвердила типові проекти ларьків, а число точок було зменшено з 14 до 9,9 тис.
До початку 2015 року в Москві працювало близько 7 тисяч кіосків, з них близько 2 тисяч — газетні і квиткові. Навесні 2015 року замінили 205 приватних павільйонів на нові, що належать місту. Мерія здала їх в оренду підприємцям і до середини 2017 роки планувала замінити 4811 приватних кіосків на державні. У грудні 2015 року влада Москви ухвалила рішення про знесення 104 торгових павільйонів біля станцій метро. Правова колізія дозволила місту визнати самобудом об'єкти на міських комунікаціях, на які раніше були зареєстровані права власності. Знесення об'єктів в ніч на 9 лютого 2016 роки спричинив широкий суспільний резонанс. У ніч на 29 серпня стартувала «друга черга» знесення ще 107 об'єктів.
У 2011 році в рамках програми благоустрою міста був ініційований масштабний проект щодо заміни на тротуарах асфальтобетонного покриття на плитку. Планувалося 2011 року направити витратити на це 4 млрд рублів і замінити 1,1 млн м2 асфальтового покриття, однак масштаб робіт виявився меншим, і в 2011—2012 роках на ці цілі було витрачено 2,5 млрд рублів. Передбачалося, що плитка зробить тротуари естетичніше і більш довговічними, а поточний ремонт — більш економічним. Ініціатива викликала нарікання частини членів бюджетно-фінансової комісії Мосміськдуми і жителів міста. Депутати КПРФ вказували, що це далеко не першочергова необхідність, а бюджетні мільярди можна було б освоїти з більшою користю. Критиці піддалися як якість самої плитки, так і акуратність робіт з її укладання: організація «Лівий фронт» пікетувала мерію, а префектура Центрального округу відмовилася приймати роботи на частині вулиць. 2012 року Навальний через «розпис» звертався до Федеральної антимонопольної служби РФ, вважаючи, що московські чиновники незаконно обмежують коло учасників держзамовлення на укладку плитки. Однак міське управління ФАС підтвердило, що дорожні роботи в Москві потрібно узгоджувати з Федеральною службою охорони. Напередодні виборів мера в 2013 Навальний знову звинуватив Собяніна в «замаху на шахрайство». 2015 року в рамках нової програми «Моя вулиця», яка передбачає реконструкцію вулиць відповідно до сучасних стандартів, бетонну плитку на тротуарах почали замінювати на гранітні плити.
2014 — виставковий комплекс ВДНГ перейшов у власність Москви, з цього моменту почалася активна реконструкція об'єкта.
2015 — відбулося відкриття найбільшої ковзанки в Європі, розрахованої на 5 тис. відвідувачів. У 2015 році було завершено благоустрій території навколо Новодівичого монастиря і на набережній Фрунзе.
Окремі проекти, наприклад, озеленення Тверській вулиці за 300 млн рублів, ставали предметом критики: співзасновник фонду «Міські проекти» Ілля Варламов відзначав слабку архітектурну опрацювання рішення, а Навальний під час московської передвиборчої кампанії 2013 року прямо звинувачував мерію в неефективному витрачання коштів і корупційних схемах. У січні 2017 року Навальний в публікації про покупки прикрас для вулиць Москви звинуватив Собяніна і мерію Москви в п'ятикратному завищенні витрат при закупівлі новорічних прикрас для вулиць міста. Через кілька днів після цього Собянін запропонував прибрати дані про держзакупівлі Москви з федерального порталу держзакупівель, що критикувалося юристами Фонду боротьби з корупцією.
У грудні 2015 року архітектурний критик Григорій Ревзін відзначав, що при Собяніні у Москви вперше з'явилася «виразна містобудівна політика», особливо виділяючи скасування дісталися від минулого мерії інвестиційних контрактів на 24 мільйони квадратних метрів. Новизна політики також в тому, що, крім назрілих інвестицій в транспортну систему і реконструкцію інфраструктури, уряд міста при Собянін звернув увагу на громадські простори. На думку Ревзіна, на символічному рівні «автомобіль репресовано, пішохід став головним», що на практиці втілилося, зокрема, в переосмислено парку Культури і відпочинку на Кримському валу, нових набережних Москви-ріки, реконструйованих вулицях в центрі міста, де була звужена проїжджа частина і з'явилися гранітні тротуари.
У той же час в лютому 2016-го Григорій Ревзін охарактеризував масовий зніс торгових павільйонів у метро в Москві кінцем «собянінського урбанізму» — містобудівної політики з 2010 року, в якій поєдналися ідеї модернізації та відмови від тіньової економіки часів Юрія Лужкова. 2016 року грошей на мирну модернізацію стало недостатньо, що і змусило московську владу піти на «акцію залякування» у вигляді нічного знесення павільйонів.

### Соціальна політика

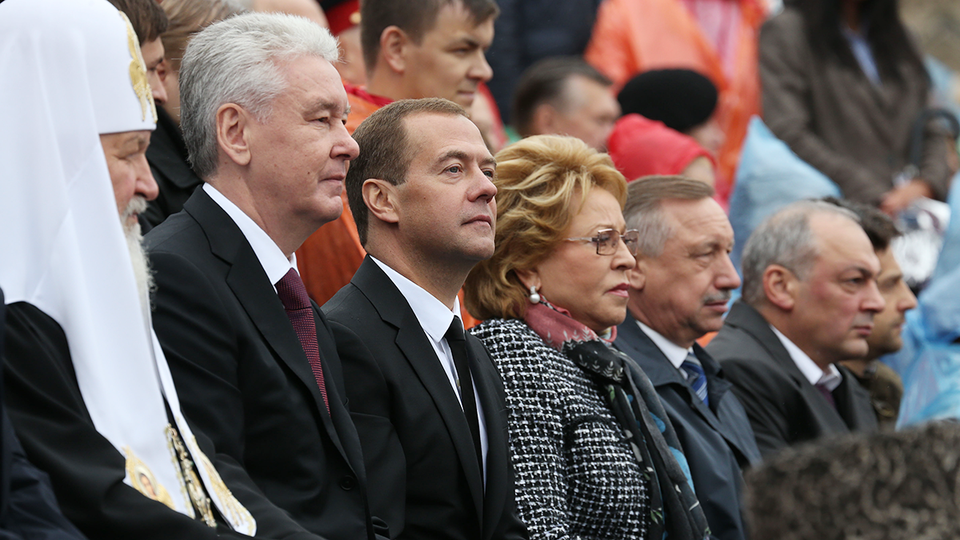
Святкування Дня міста на Красній площі, 2015

У травні 2013 року Сергій Собянін в інтерв'ю «Московським Новинам» заявив, що є небезпека формування в Москві мононаціональних кварталів, які перетворяться в «гетто» і джерело соціальної нестабільності. Слова, що «людям, які погано говорять російською, у яких зовсім інша культура, краще жити в своїй країні» викликали широку суспільну дискусію.
У серпні 2015 року розпорядився посилити контроль за нелегальними мігрантами, яких в Москві налічували до 2 млн осіб (ФМС заявляли про 1 млн праціваників-іноземців). ФМС Росії оцінює, що 35 % міграційного потоку припадає на Москву і область. Раніше для легалізації трудових мігрантів в підмосковному селі Сахарове був відкритий центр з видачі патентів; влада Москви розраховувала, що завдяки їм бюджет міста отримає до 12 млрд руб. додаткових зборів. Собянін порадив Федеральній міграційній службі РФ і поліції «активно зачищати» місто від нелегалів, які не отримали патент на роботу.
1 квітня 2015 року був прийнятий закон, що підвищує мінімальний розмір оплати праці (МРОТ) до 16,5 тисяч рублів.
Разом з тим, зростання рентних зборів (платна парковка, збільшення податку на майно), на думку експертів, можуть вказувати на бажання московської влади запустити процес джентрифікації, що витіснить з центру міста низькомаржинального бізнес і малозабезпечених людей.

### Екологічна політика
У вересні 2014 року Собянін закрив сміттєспалювальний завод «Еколог» в районі Некрасовки, в червні наступного року він заборонив будівництво сміттєспалювального заводу на Вагоноремонтній вулиці в САО.
За підтримки Уряду Москви і за участю мера з 2011 року в столиці проходить Московський урбаністичний форум.
У серпні 2013 року стартувала кампанія «Мільйон дерев», в рамках якої до листопада 2015 було висаджено понад 40 тисяч дерев і 950 тисяч чагарників. Планується, що до 2020 року висадять в цілому 3,5 мільйона дерев і чагарників. У 2016 році в зв'язку з масовими вирубками дерев в Москві ряд активістів і організацій неодноразово зверталися до Сергія Собяніна з проханням зупинити знищення лісопарків.

### Адміністративна політика
Собянін поступово змінював команду управлінців. Через п'ять років з восьми віце-мерів лише один — куриратор ЖКГ Петро Бірюков — залишився з часів мера Юрія Лужкова. Помітними кадровими рішеннями Собяніна стали залучення Сергія Капкова на пост керівника департаменту культури, Максима Ліксутова на посаду глави департаменту транспорту і Марата Хуснуллін для керівництва містобудуванням і будівництвом в Москві.
Мерія послідовно вибудовувала управлінську вертикаль. Спершу було звужено коло питань, за які відповідають 146 муніципалітетів міста: їх наділили правом погоджувати плани капітального ремонту будинків, благоустрою дворів і парків, схеми розміщення малих торгових об'єктів і будівництва місцевого значення, але при цьому з основних питань рішення приймаються на рівні префектур. Надалі уряд став зменшувати права префектур на користь адміністрації міста.
У березні 2015 Собянін оголосив про скорочення штату московських держслужбовців на 30 % або 3 тисячі людей. Тоді ж своїм указом він урізав свою зарплату і виплати членам столичного уряду.

### Вибори мера Москви 2013 і 2018 років

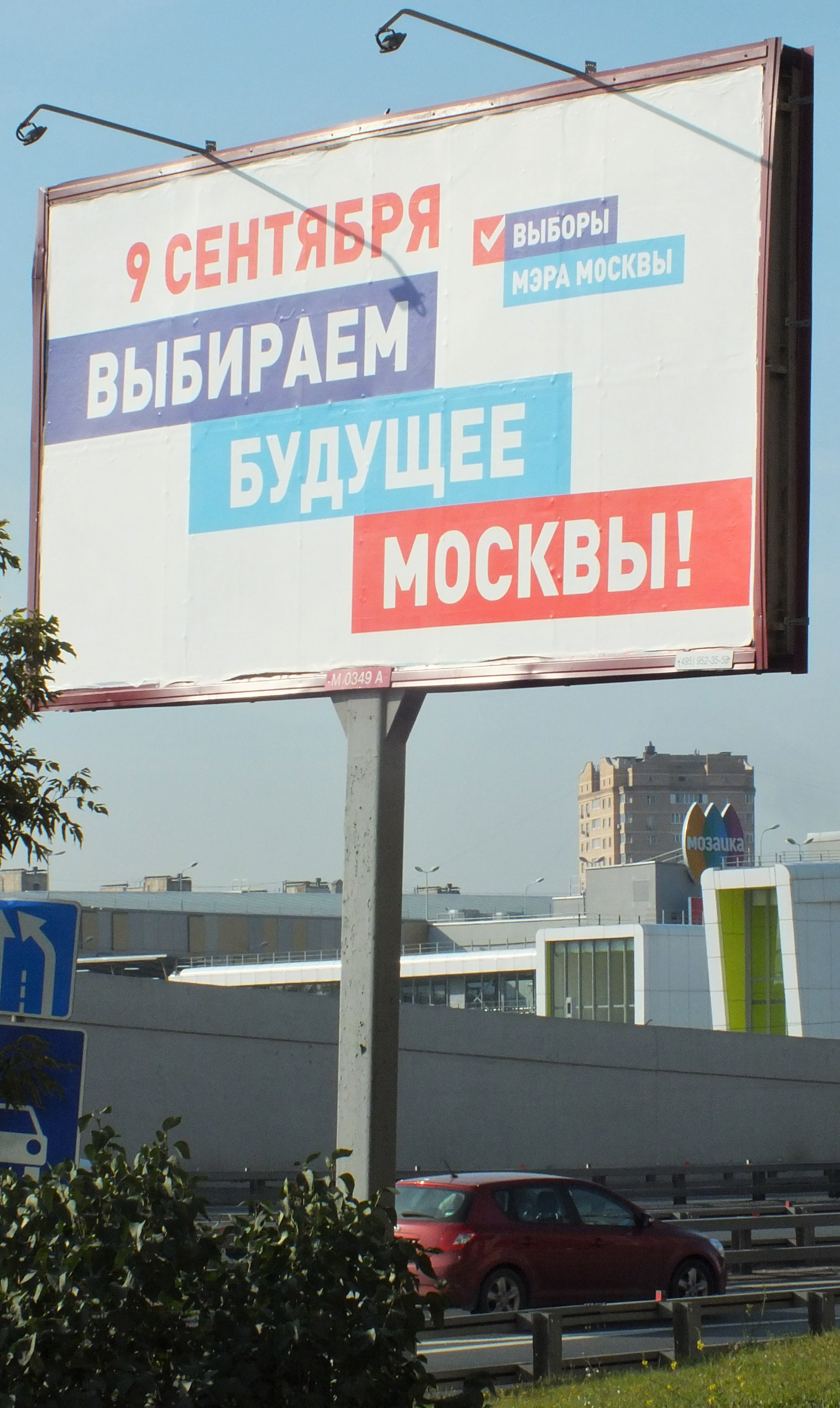
Інформаційний щит із закликом брати участь у виборах мера, серпень 2018 року

5 червня 2013 року Президент РФ Путін підписав указ про відставку Собяніна за власним бажанням і призначення його виконуючим обов'язки мера до проведення дострокових виборів. Мосгордума призначила вибори на єдиний день голосування — 8 вересня 2013 року.
Експерти пов'язували оголошення дострокових виборів в столиці бажанням Собяніна підтвердити свою легітимність мера. Під час кампанії він згадувався низкою експертів в якості потенційного претендента на прем'єрське крісло або як наступника Путіна, однак через тиждень після виборів Собянін на форумі «Валдай» сказав, що не буде балотуватися в президенти Росії 2018 року.
Собянін вважав за краще балотуватися не від партії «Єдина Росія», і, згідно із законом, як самовисуванцю йому потрібно було зібрати голоси 110 муніципальних депутатів для подолання муніципального фільтра і підписи 70 тисяч городян. Будучи зацікавленим у перемозі на конкурентних виборах, він лобіював звільнення Навального з кіровського СІЗО і допуск його до виборів, а самого Навального закликав не бойкотувати виборчу кампанію. Зібравши голоси ще до 1 липня, Собянін попросив лояльних йому депутатів допомогти своїми підписами пройти іншим кандидатам муніципальний фільтр, в тому числі Навальному.
В ході передвиборчої кампанії Навальний кілька разів привертав увагу ЗМІ до Собяніна. Зокрема, він подавав скаргу в Мосміськсуд на реєстрацію Собяніна кандидатом, бо була відсутня згода президента на повторне висунення. Пізніше Виборчком показав документ про згоду Путіна на висунення Собяніна. Також Навальний публікував детальну інформацію про власність і бізнес дочок Собяніна, вважаючи, що офіційні доходи сім'ї мера та кошти від продажу квартири в Тюмені недостатніми для таких придбань. Собянін у відповідь заявив, що «ці претензії — витрати виборчої кампанії, оскільки його суперники не мають позитивної програми і тому займаються політичними спекуляціями».
Собянін став єдиним з кандидатів, хто відмовився від участі в передвиборчих дебатах і не підписав Хартію про захист історичного міста Москви, запропоновану «Архнадзор». За словами Собяніна, він вважав за краще «зосередиться на передвиборчій роботі і безпосередньому спілкуванні з москвичами». Надалі, з огляду на невдоволення інших кандидатів, він відмовився від проведення запланованої «прямої лінії» з журналістами державних ЗМІ на каналі ТВ Центр, де повинен був виступити в якості виконуючого обов'язки мера.
8 вересня 2013 року переобраний на пост мера в першому турі.
26 травня 2018 року оголосив про участь у виборах Мера Москви 2018 року.
9 вересня 2018 року Сергій Собянін був переобраний на пост мера.

## Особисте життя
Собянін захоплюється полюванням, риболовлею, літературою і класичною музикою, грає в теніс.
У Собяніна дві старші сестри: Людмила на початку 1970-х років переїхала з Березова до Костроми, де вийшла заміж; Наталя наприкінці 1980-х років жила в Когалимі і працювала в будуправлінні.
Був одружений протягом 28 років з Іриною Йосипівною Собяніною (до шлюбу Рубінчик). Ірина народилася 19 листопада 1961 року в Тюмені (її батько Йосип Давидович Рубінчик (нар. 1937) був відомим у місті енергетиком), здобула вищу освіту за спеціальністю «інженер-будівельник». Після закінчення вишу була розподілена в Когалим, де познайомилася з Собяніним і 23 лютого 1986 року одружилася з ним. У 2004—2005 роках викладала мистецтво колажу і флористики в тюменському центрі дитячого розвитку ім. П. І. Подаруєва. П. І. Подаруєва. Живе в Москві, у 2011 році працювала вихователькою в дитячому садку. 21 лютого 2014 року було оголошено про розлучення подружжя. Двоюрідний брат Ірини Собяніної — колишній міністр палива та енергетики Росії Олександр Гаврін.
Від шлюбу з Іриною Рубінчик у Сергія Собяніна дві дочки: Собяніна Ганна Сергіївна (нар. 2 жовтня 1986). Навчалася в гімназії № 1 і дитячій школі мистецтв Ханти-Мансійська. У 2003 році стала студенткою денного відділення факультету монументального мистецтва Санкт-Петербурзької державної художньо-промислової академії ім. А. Л. Штігліца. О. Л. Штігліца. У 2009 році захистила диплом. Живе в Санкт-Петербурзі, одружена з Олександром Єршовим.
Собяніна Ольга Сергіївна (нар. 3 червня 1997). Навчалася в московській школі.

## Нагороди
- Відзнака «Іменна вогнепальна зброя» (Україна, 20 вересня 2010)[10]
- Відзнака «Іменна вогнепальна зброя» (Україна, 18 грудня 2010)[11]